# Neptis jaculatrix
Neptis jaculatrix är en fjärilsart som beskrevs av Hans Fruhstorfer 1907. Neptis jaculatrix ingår i släktet Neptis och familjen praktfjärilar. Inga underarter finns listade i Catalogue of Life.